# كارمين بلتران
كارمين بلتران (بالإنجليزية: Carmen Beltrán)‏ هي مؤولة ‏ أمريكية، ولدت في 19 فبراير 1905 في دورانجو في المكسيك، وتوفيت في 26 مايو 2002 في توسان في الولايات المتحدة.